# Torsten Schmidt
Torsten Schmidt (Wuppertal, 18 februari 1972) is een voormalig Duits wielrenner. In 2015 is hij ploegleider geworden bij de Russische WorldTourformatie Katjoesja.

## Belangrijkste overwinningen
1998
- Eindklassement Ronde van Normandië
- Rund um Düren

1999
- Route Adélie de Vitré

2000
- EnBW Grand Prix (met Michael Rich)

2001
- 2e etappe Hessen Rundfahrt
- 4e etappe Ronde van Rijnland-Palts

2004
- 4e etappe Ronde van Rijnland-Palts

2005
- Protour ploegentijdrit (met Markus Fothen, Sven Krauss, Sebastian Lang, Uwe Peschel en Michael Rich)

## Resultaten in voornaamste wedstrijden
| Jaar | Ronde van Italië | Ronde van Frankrijk | Ronde van Spanje |
| ---- | ---------------- | ------------------- | ---------------- |
| 1997 | 87e              | 136e                |                  |
| 1998 |                  |                     |                  |
| 1999 |                  |                     |                  |
| 2000 |                  |                     |                  |
| 2002 | opgave           |                     |                  |
| 2003 |                  | opgave              |                  |
| 2004 |                  |                     |                  |
| 2005 |                  |                     | opgave           |

| Jaar | Luik-Bast.‑Luik | Rund um den Henninger-Turm |  | WK op de weg |
| ---- | --------------- | -------------------------- |  | ------------ |
| 1997 |                 |                            |  |              |
| 1998 |                 |                            |  | 25e          |
| 1999 |                 | 6e                         |  |              |
| 2000 |                 | 15e                        |  |              |
| 2002 | 111e            | 56e                        |  |              |
| 2003 |                 |                            |  |              |
| 2004 |                 | 5e                         |  |              |
| 2005 |                 |                            |  |              |